# (27269) 2000 AB3
2000 أي بي 3 (ويعرف أيضًا باسم (27269) 2000 أي بي 3 وفق تسمية الكوكب الصغير) (بالإنجليزية: 2000 AB3)‏ هو كويكب ضمن حزام الكويكبات؛ وترتيبه 27269 من حيث الاكتشاف.
اكتُشف هذا الجُرم الفلكي بواسطة ماورا تومبيلي ‏ في 3 يناير 2000.

## وصلات خارجية
- (27269) 2000 AB3 في قاعدة بيانات مختبر الدفع النفاث لأجرام النظام الشمسي الصغيرة

- الاكتشاف · مخطط المدار ·  العناصر المدارية · المعلمات المادية

- (27269) 2000 AB3 على موقع ويكي سكاي: DSS2, SDSS, GALEX, IRAS, Hydrogen α, X-Ray, Astrophoto, Sky Map, Articles and images